# أندرياس باوم
أندرياس باوم (بالألمانية: Andreas Baum)‏ هو سياسي ألماني، ولد في 5 يوليو 1978 في كاسل في ألمانيا. حزبياً، نشط في حزب القراصنة الألماني. وقد انتخب عضو في برلمان برلين ‏.

## روابط خارجية
- أندرياس باوم على موقع مونزينجر (الألمانية)